# 하이거 하이퍼스
하이거 하이퍼스(영어: Higer Hypers)는 중국 킹롱 계열의 버스 제조 업체인 하이거에서 생산 중인 전기버스다.
전장 10.5m의 기본형이 2018년에 들어온 것을 시작으로 대한민국에 판매되고 있다. 대한민국 판매 초기분(6109, 6119)은 배터리가 차량 후면에 있어서 실질적인 실내 공간이 약간 좁은 편이고, 1609나 161X번대 모델들은 배터리가 지붕에 있다.
10.5m급의 기본형(6109) 이후엔 장축형인 11L(6119)이 추가됐으며, 6109와 6119 이후에는 11L의 개선형인 161X, 전장 9.6m급의 1609가 들어오고 있다. 161X번대 모델 중 삼원계 충전지 장착형을 1611, 인산철 충전지 장착형을 1612로 구분한다.
또한 중국산 대형 전기버스로는 드물게 고상형 모델인 하이퍼스 H가 출시되었다. 2024년엔 H의 고급 코치형과 도시형의 중간 단계 차종으로 업그레이드 한 모델인 하이퍼스 HP를 선보였다.

## 경쟁 차종
자일대우버스
- 자일대우 BS110 EV

현대자동차
- 현대 일렉시티
- 현대 유니시티

우진산전
- 우진산전 아폴로 1100

비야디 자동차
- BYD eBus-12

포톤 자동차
- 포톤 그린어스

CRRC
- CRRC 그린웨이

킹롱
- 킹롱 시티라이트

CHTC 킨윈
- CHTC 에픽시티

BONLUCK(BLK)
- BLK 일레누스

골든 드래곤
- 골든 드래곤 GD 11

KGM커머셜
- KGM커머셜 스마트 110 EV

범한자동차
- 범한자동차 E-STAR

스카이웰
- 스카이웰 엘페
- 스카이웰 리오네

## 보유 중인 업체
- 서울특별시 : 공항버스, 관악교통, 도원교통, 북부운수, 군포교통, 종로운수, 삼화상운, 선진운수, 개포운수, 한성여객, 대상운수, 메트로버스, 대림운수, 삼성여객, 흥안운수, 서울매일버스, 한성운수, 약수교통, 정암운수, 서울교통네트웍, 중부운수, 온누리운수, 아진교통, 동아운수, 원버스, 경성여객, 선흥상운, 성암운수, 영운교통, 아리랑교통, 대성운수, 유성운수, 남성버스, 복지운수, 신명운수, 홍제교통, 부생운수, 서일교통, 한마음교통, 금창운수, 송파상운, 양재운수, 구민버스, 성삼운수, 한서교통, 은곡운수
- 경상남도 : 마창여객, 창원버스, 대운교통, 마인버스
- 인천광역시 : 삼성여객, 대인교통, 태양여객, 성민버스, 청룡교통
- 경기도 : 소신여객[1], 서울여객, 수원여객, 의왕운수, 남양여객, 화정교통, 백운여객, 신암교통, 과천여객, 의왕교통, 율포여객, 부광운수, 기흥여객, 대화교통, 평택여객, 상현운수, 백성운수, 대명운수, 서울고속, 오산마을버스, 호계운수, 금암마을여객, 청계운수, 신성교통, 율전마을버스, 덕소교통, 동안운수, 소망교통, 용남고속, 태산운수, 원종여객, 광성운수, 성남교통, 부흥운수, 신일여객, 대진교통, 한신운수, 평택이화운수
- 충청북도 : 한성운수
- 강원특별자치도 : 춘천시민버스, 영암고속
- 부산광역시 : 태영교통, 부경버스
- 충청남도 : 서천여객

## 사진

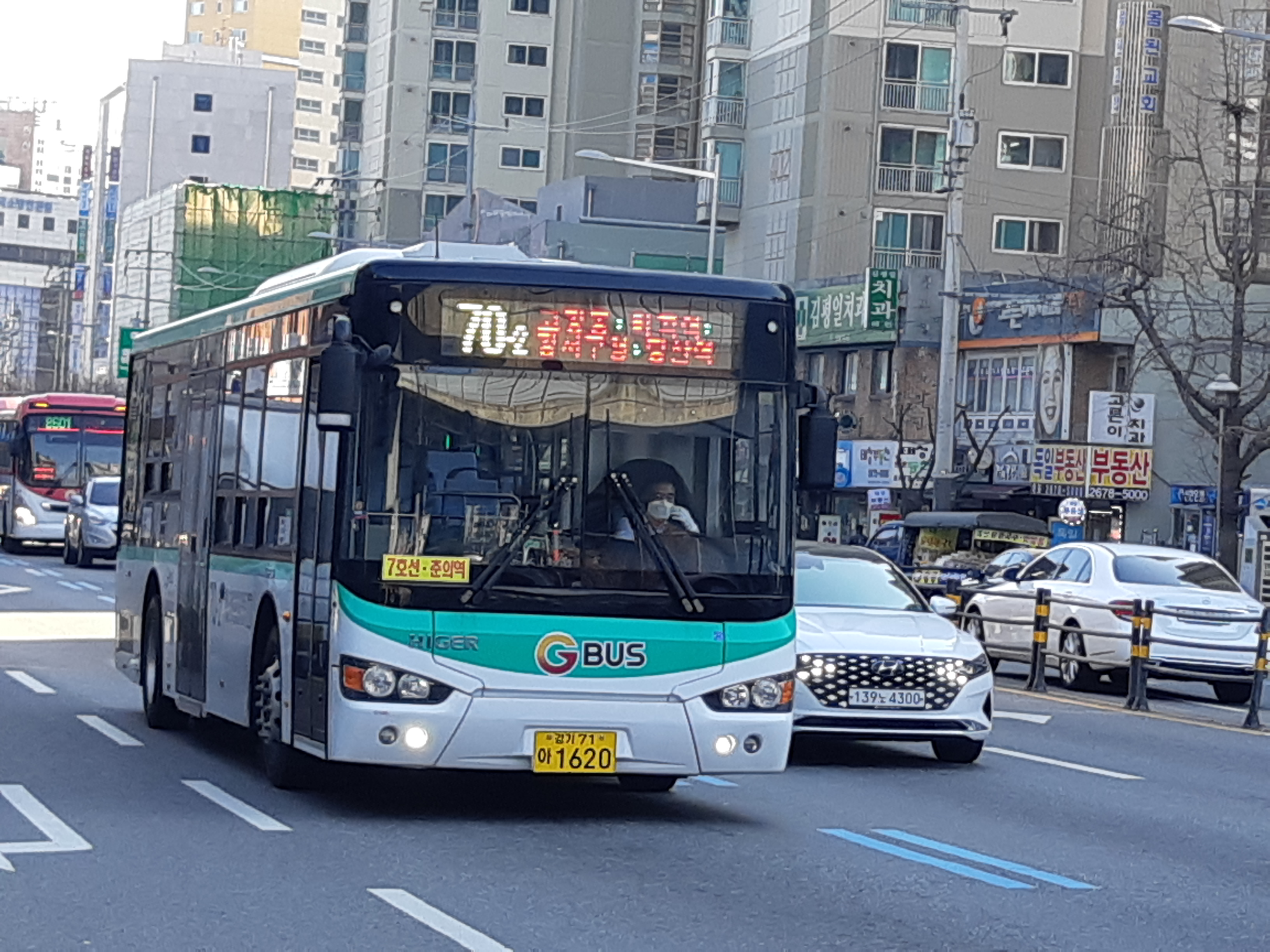
기본형 하이거 하이퍼스(10.5m) 모델
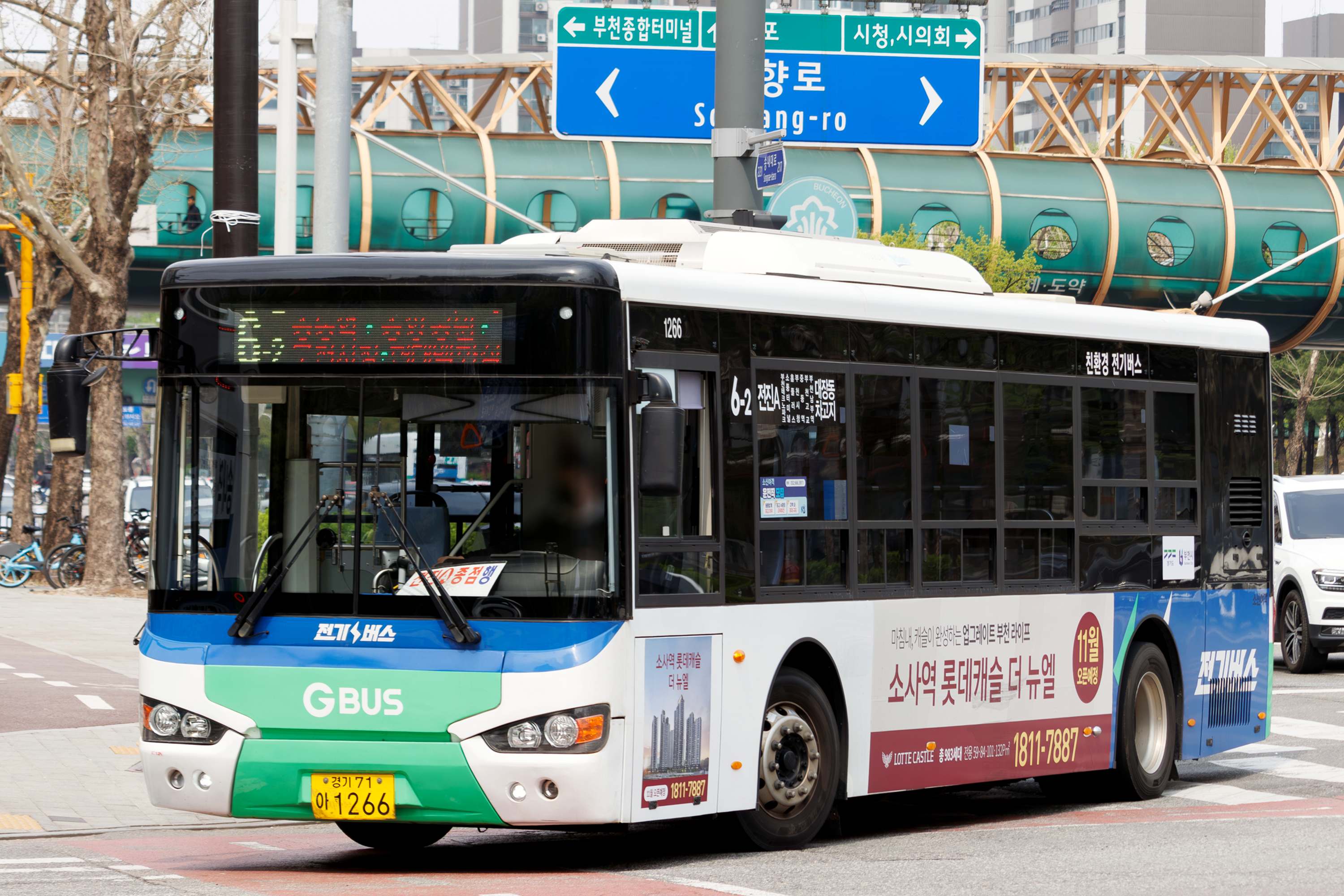
기본형 하이거 하이퍼스(10.5m) 모델
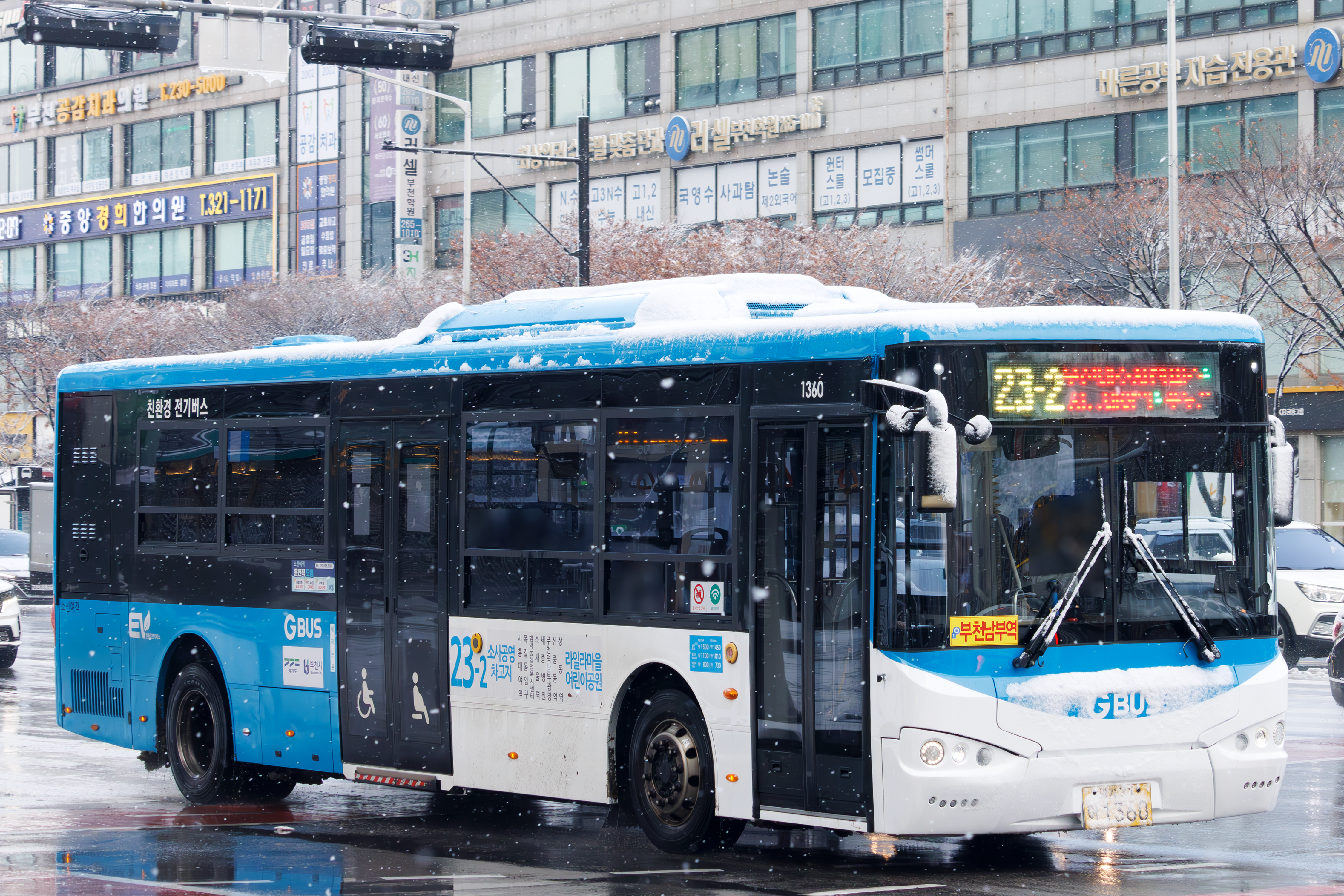
하이거 하이퍼스 11L 모델
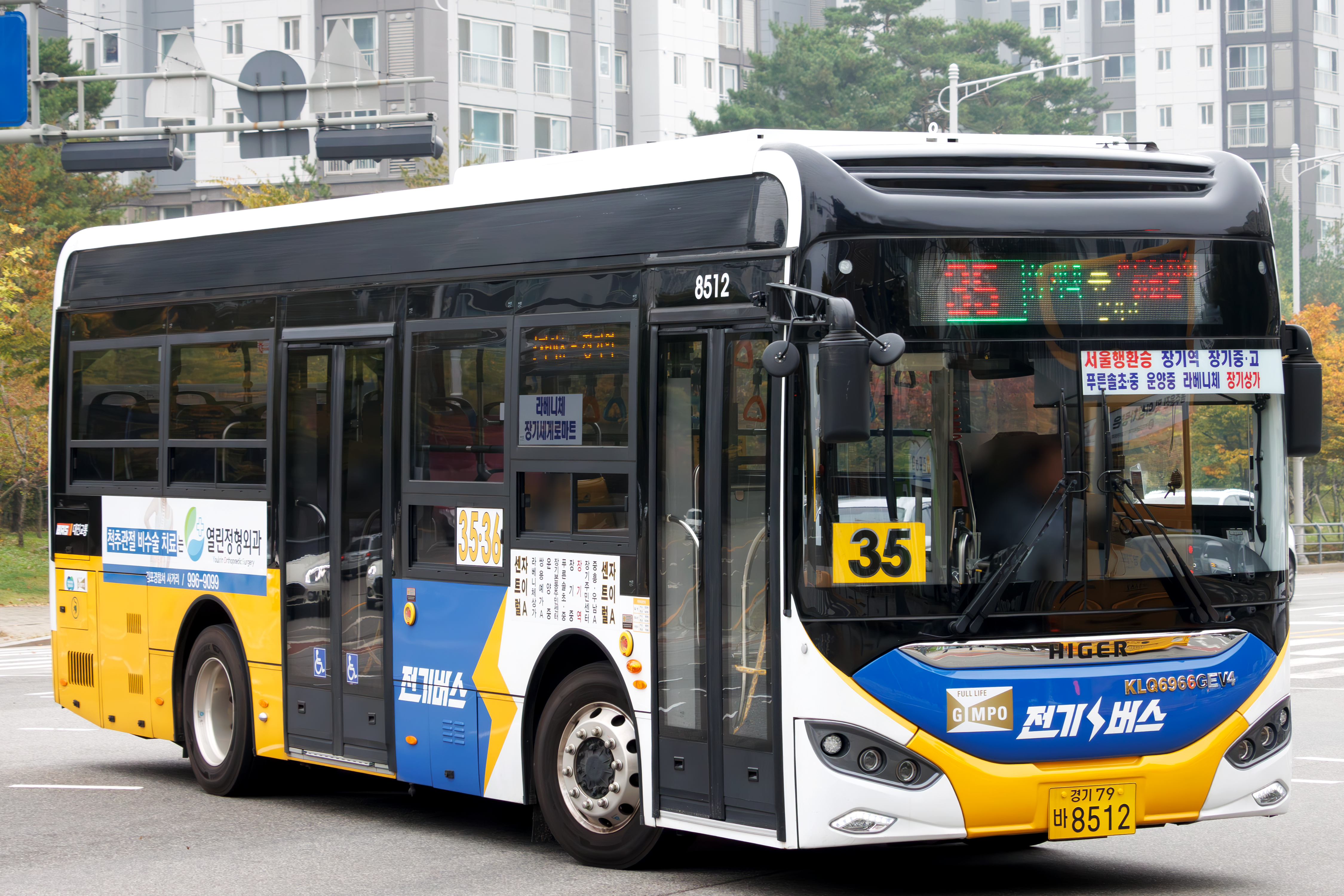
하이거 하이퍼스 1609P 모델
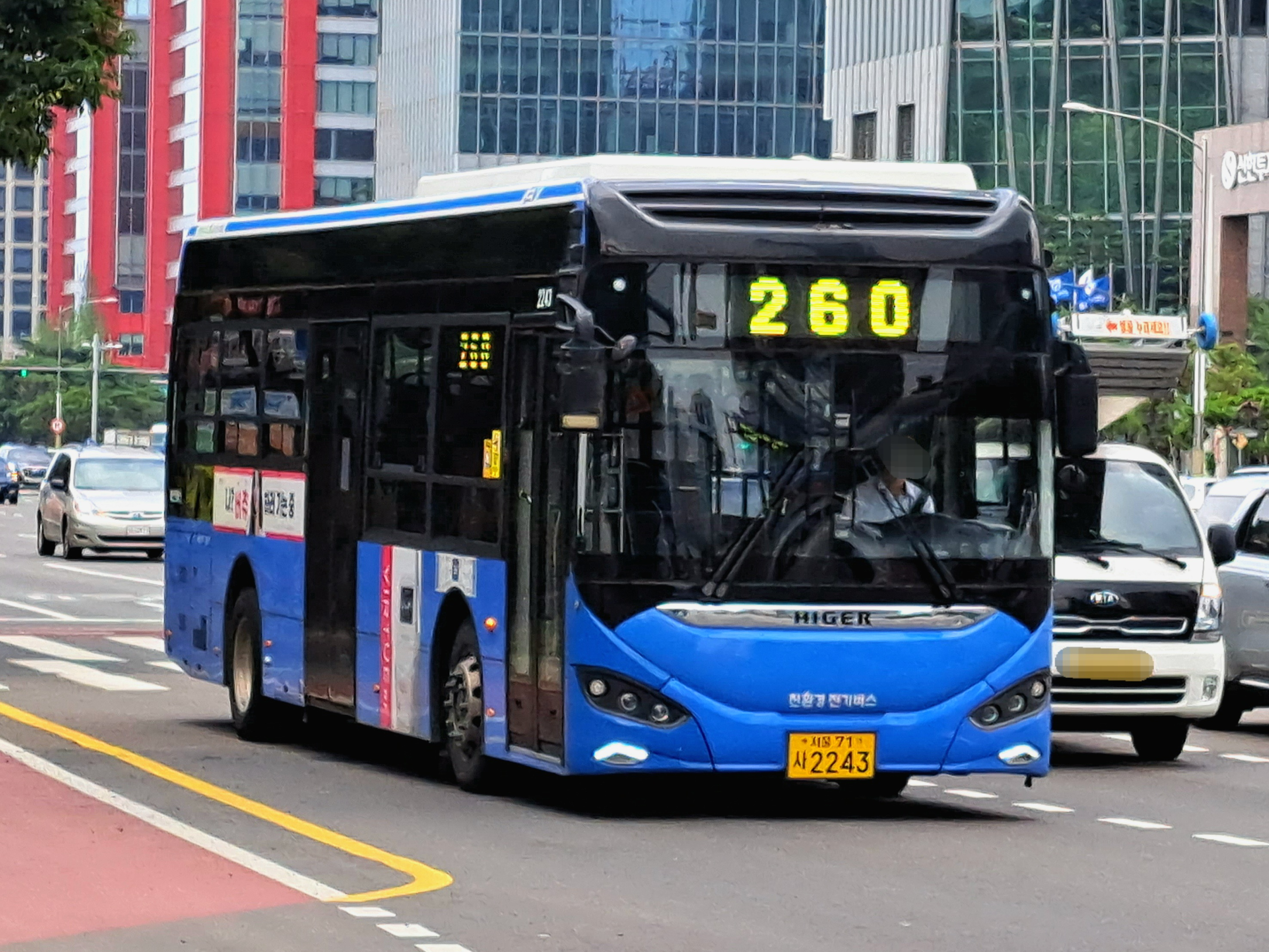
하이거 하이퍼스 1611N 모델
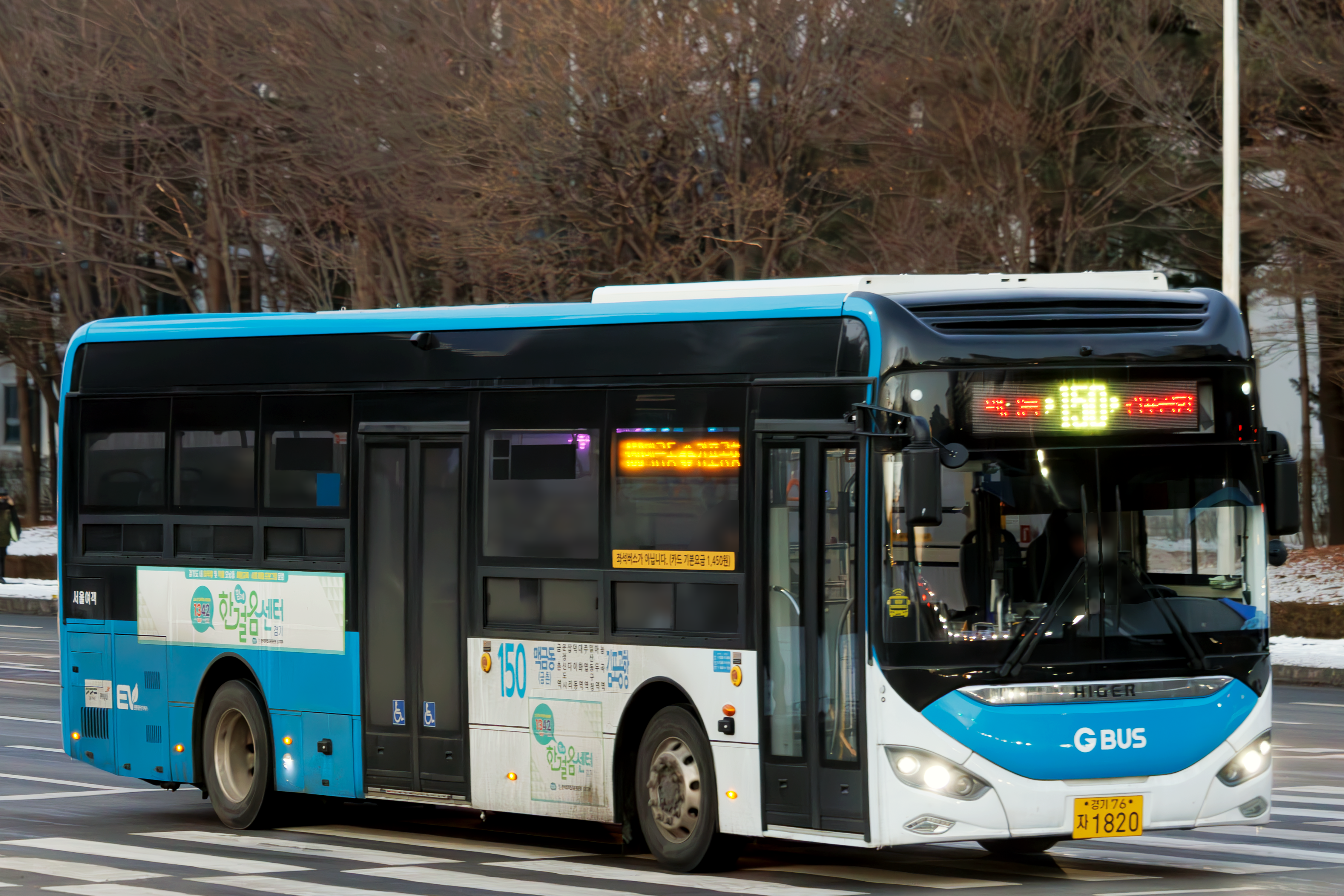
하이거 하이퍼스 1611P 모델
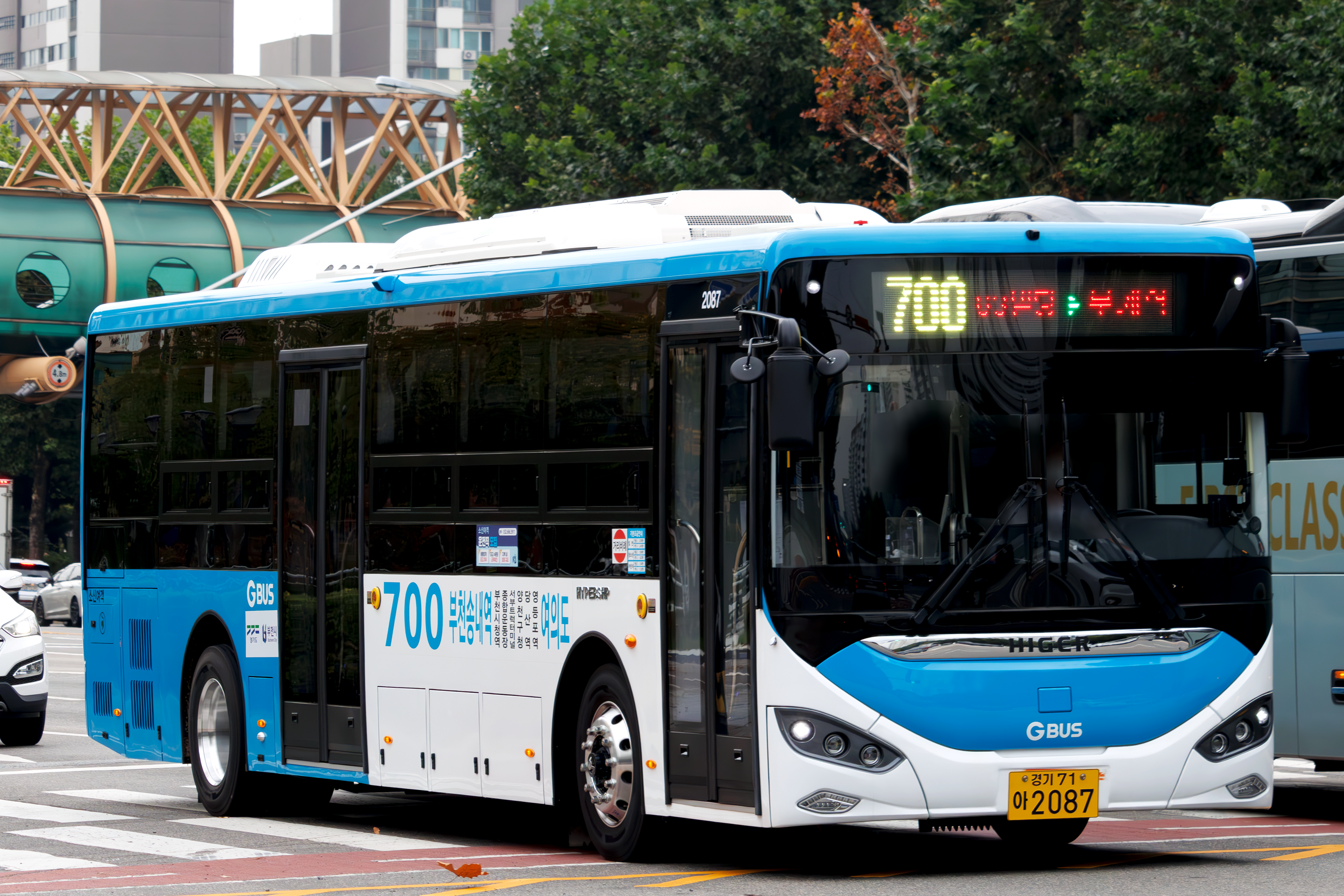
하이거 하이퍼스 HP 모델